# Kirchbergstock

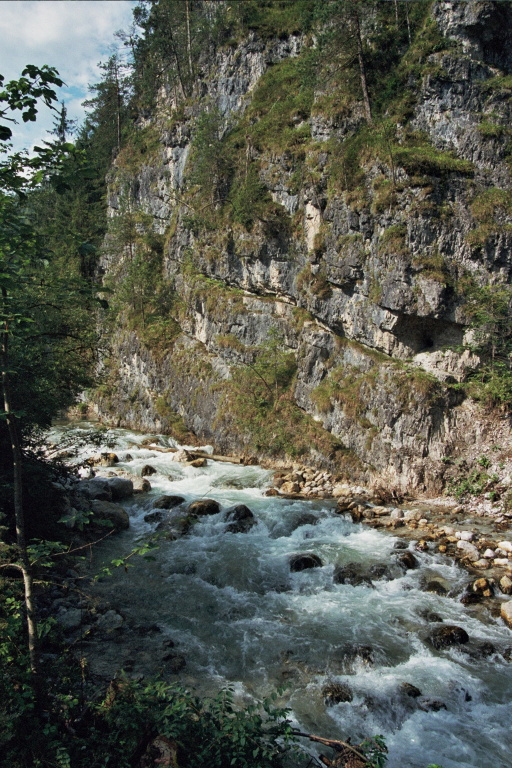
Haselbach in der Öfenschlucht

Der Kirchbergstock, auch Kalksteinmassiv genannt, ist eine Gebirgsgruppe der Nördlichen Kalkalpen im Bezirk Kitzbühel im Osten Nordtirols.

## Lage und Landschaft
Die Berggruppe erstreckt sich zwischen dem Leukental bei St. Johann in Tirol und Kirchdorf in Tirol, und dem Pillerseetal bei Fieberbrunn und Waidring, zwischen Wildem Kaiser im Westen und Loferer Steinbergen im Osten.
Der relativ kleine Stock zeigt nur mäßige Höhen unter 1700 Meter und Mittelgebirgscharakter. Die Hänge sind gegen Südosten besiedelt, sonst waldbestanden, der ganze Stock ist almenreich. Gegen Osten, nördlich des Pillersees, bildet sich mit der Öfenschlucht zwischen Kirchbergstock und Loferer Steinbergen eine reizvolle Klamm.

## Zur Begriffsgeschichte und Einordnung
Die Gebirgsgruppe ist schon in der Geographie des 19. Jahrhunderts üblich und findet sich als Kirchbergstock in der Einteilung der Ostalpen nach Böhm von 1887 unter 10.1c (auch 34c).
Im Pillerseetal wird die Gruppe Kalksteinmassiv genannt (die östlichen Berge hingegen Steinberge), in der Gebirgsgruppengliederung nach Hubert Trimmel geführt, die ursprünglich 1962 für das österreichische Höhlenverzeichnis publiziert wurde, und heute in der österreichischen Hydrographie und auch Geologie verbreitet ist, trägt die Gruppe entsprechend den Namen Kalkstein und die Nummer 1322.
Die Berge rechts des Leukentales lassen sich nur schlecht einer Großgruppe der Alpen zurechnen. Traditionell fasst man sie als Waidringer Alpen zusammen, das umfasst alle Berge zwischen Großache / Tiroler Ache und Saalach – der Ausdruck ist aber heute relativ ungebräuchlich. Nach Trimmel wird sie als Teilgruppe unter der Untergruppe mit der ursprünglichen Bezeichnung Kalkalpen zwischen Kaisergebirge und Steinernem Meer (Trimmel 1320) geführt, die heute ebenfalls Waidringer Alpen genannt wird, aber noch westliche der Großache ausgreift. Die Alpenvereinseinteilung der Ostalpen subsumiert die Berge als Randgebiet bei der Gruppe Loferer und Leoganger Steinberge (AVE 9).

## Umgrenzung und benachbarte Gebirgsgruppen
Nach Trimmel umgrenzt sich die Gruppe folgendermaßen:
- im Westen Großache von St. Johann bis Erpfendorf zum Kaisergebirge (1310), und zwar bis Kirchdorf i.T. (Einmündung Luigambach) zum Wilden Kaiser (1311), dann zum Zahmen Kaiser (1312)
- im Norden Grießbach von Erpfendorf aufwärts – Innerwaldbach aufwärts bis Bundesstraßenquerung (Loferer Straße B 178) bei Waidring-Hausergasse gegen das Fellhornmassiv (1325)
- im Nordosten ein kurzes Stück Hausergasse – Bundesstraße (Loferer Straße B 178) bis Abzweigung Waidring Ost (Talwasserscheide des Strubtals) gegen die Steinplatte (1326)
- im Osten Waidringer Haselbachbrücke – Haselbach (Loferbach/Grieselbach/Stubache) aufwärts – Pillersee – Grieselbach aufwärts – Katzelbach (mit Wiesensee) aufwärts bis Mitterwarming – Straße bis Dunkelbachquerung (Talwasserscheide des Wiesenseetals) – Dunkelbach bis zur Mündung bei Hochfilzen zu den Loferer Steinbergen (1323)
- im Süden Hochfilzen – Rotachenbach – Fieberbrunner Ache (Pillersee Ache) bis Mündung in St. Johann i.T. zu den Kitzbüheler Alpen (Schieferalpen), und zwar bis Fieberbrunn Spielberghorn-Gruppe (1418), dann Geißstein-Gruppe (1417)

Dabei wird nach Trimmel die freistehende Buchensteinwand bei Hochfilzen zum Kirchbergstock gerechnet, der auch als Vorberg der Loferer Steinberge gesehen werden könnte, sonst umgrenzt sich das Kalksteinmassiv im eigentlichen Sinne im Südosten mit dem weiteren Pillerseetal: St. Jakob in Haus – Moosbach zur Fieberbrunner Ache.

## Gliederung und Gipfel
Der Kirchbergstock selbst ist ein gratiger Stock. Sein Hauptgipfel ist der namengebende Kirchberg (1678 m ü. A., ⊙).
Gegen Südosten läuft er in den höchsten Gipfel der Gruppe, den Wallerberg (1682 m ü. A., ⊙), oberhalb St. Jakob i. H. und Fieberbrunn.
Gegen Südwesten erstreckt sich der ebenfalls namengebende Kalkstein (1506 m ü. A., ⊙), der als Hausberg oberhalb von St. Johann i.T. liegt, und oberhalb Kirchdorf i.T. ein weitläufiges Hochplateau mit etlichen Almen bildet.
Richtung Nordnordost folgt vom Kirchberg die weitläufige Hochbreitaualm (auch Breitaualm, um 1440 m ü. A., ⊙), bis Waidring streicht der Grat über den Hochgründberg (1495 m ü. A., ⊙) aus. Zwischen letzteren beiden Gebieten entspringt der Weißbach zur Großache bei Erpfendorf.
Östlich über dem Pillersee ist der Schafelberg (1597 m ü. A., ⊙) vorgelagert, der gegen St. Adolari einen Grat bildet, dazwischen entspringt der Weißbach zum Grieselbach (Loferbach) bei Waidring-Winkl.
Der südöstliche Stock zwischen Pillerseetal und Wiesenseetal, die Buchensteinwand (1462 m ü. A., ⊙) ist ein flachgratgipfeliger Berg, von St. Jakob i. H. sanft ansteigend, gegen Fieberbrunn steil abbrechend.

## Geologie
Der Kirchbergstock, einschließlich der geologisch ähnlichen Buchensteinwand, bildet sich aus Wettersteinkalk (Ladinium bis unteres Karnium), am Südrand begleitet von Steinalm-Formation (Anisium) und Werfener Schichten (Schiefer und Dolomit der Untertrias) bis Haselgebirge (Perm), also älterem Grundgebirge der Kalkalpendecke. Der Hochgründberg besteht hingegen schon aus der Hauptmasse der Waidringer Alpen und des Kaisergebirges, aus gebanktem Dachsteinkalk. Dazwischen zieht sich eine schmale Zone Raibler Schichten des Unterkarn, bei Kirchdorf auch eine Scholle Reiflinger Kalk und Partnach-Formation.

## Tourismus
Von allen genannten Talorten führen markierte Wege über die Grate und Täler auf die Berge, auch sonst sind über Forststraßen zahlreiche Begehungen möglich. Die Gruppe ist leichtes Wandergebiet und auch für Schitouren beliebt.
Die Buchensteinwand ist ein kleines Schigebiet, der Bergbahn Pillersee. Auf der Buchensteinwand ist nach Volksbefragung und Bauverhandlung das Jakobskreuz, ein vierarmiges, 29,60 m hohes begehbares Gipfelkreuz, entstanden (Fertigstellung August 2014).